# Campo di aviazione di Busiago
Il campo di aviazione di Busiago fu un aeroporto d'Italia attivo dal 1918 al 1919.

## Storia
Costruito nel 1918, ospitò le squadriglie italiane da caccia del Regio Esercito.
Questa struttura è stata la sede dei caccia che parteciparono alla battaglia del solstizio.

## Reparti

### Italia
- 72ª Squadriglia Caccia
- 58ª Squadriglia
- 59ª Squadriglia
- 60ª Squadriglia
- 75ª Squadriglia caccia
- 89ª Squadriglia
- 90ª Squadriglia
- XXII Gruppo (poi 22º gruppo autonomo caccia terrestre)